# Drosophila impudica
Drosophila impudica är en tvåvingeart som beskrevs av Oswald Duda 1927. Drosophila impudica ingår i släktet Drosophila och familjen daggflugor.
Artens utbredningsområde är Peru.